# ロバート・ボッシュ

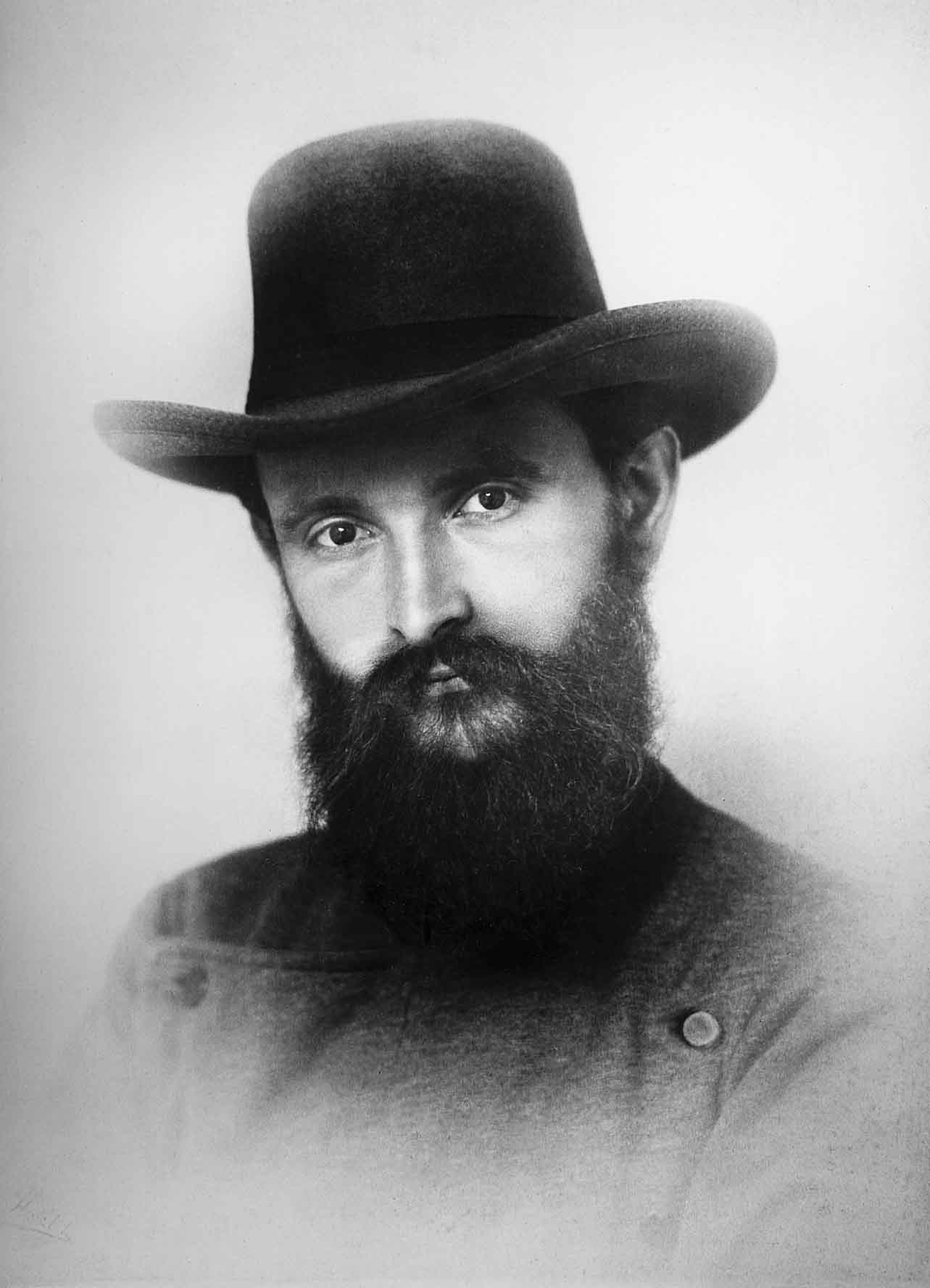
ロバート・ボッシュ（1888年）

ロバート・ボッシュ（Robert Bosch, 1861年9月23日 - 1942年3月12日）は、ドイツの発明家。世界的な自動車部品メーカー・ロバート・ボッシュの創立者。
名前の「ロバート」は英語表記で、ドイツ語の発音では「ロベルト」または「ロベアト」と表記するほうがより正確であるが、日本においては英語表記の「ロバート」が一般的である。

## 概要
ボッシュは1861年9月23日に12人兄弟の11番目として、ヴュルテンベルク王国ウルム郊外のアルベックで広大な農場と旅館を経営する裕福な家に生まれた。フリーメイソンでもあった父親のセルヴァティウス・ボッシュは当時としては階級の割に高い教育を受けており、自らもロバートを含む子供たちを熱心に教育した。IG・ファルベンインドゥストリーの創立者の一人でノーベル化学賞受賞者のカール・ボッシュは、ロバートの甥(ロバートの三番目の兄カール・フリードリヒ(1843年9月16日 - 1904年12月22日)の長男)に当たる。
1869年にボッシュはウルムにある中等技術学校に入学し、1876年に卒業した。間もなく精密機械の見習工として就職し、その後母国ドイツ、アメリカ合衆国、イギリスの様々な会社で働いた。
1886年11月15日にシュトゥットガルトにBoschの前身となる「精巧機械と電気工学の作業所」(Werkstätte für Feinmechanik und Elektrotechnik)開き、その翌年に磁気点火装置（マグネトー）の画期的な改良をし、最初の成功を収めた。この装置はエンジン内での空気と燃料の混合気体を点火するための電気発火を作り出すことを目的とした。1897年に最初の磁気点火装置を自動車のエンジンに搭載した。第一次世界大戦の戦闘機などにもボッシュの点火装置が取り付けられている。
ボッシュは母国ドイツのナチス政権下において平和を進めようとしたが叶わず、会社はまもなく武装化契約を結んで強制労働者を受け入れた。彼はそれでも、ドイツ人（ゲルマン系アレマン人）でありながら、アドルフ・ヒトラーに抵抗し、ユダヤ人の援助に協力した。親しい仲間と多くのユダヤ系の人々を追放から救った。
ボッシュは農業も熱心に営み、東方のミュンヘンに移住して、その南にある広大な土地を所有していた。また同時に狩猟を好んだ。
1942年に後妻とその4人の子供に看取られて、息を引き取った。